# Levantamiento (cocina)

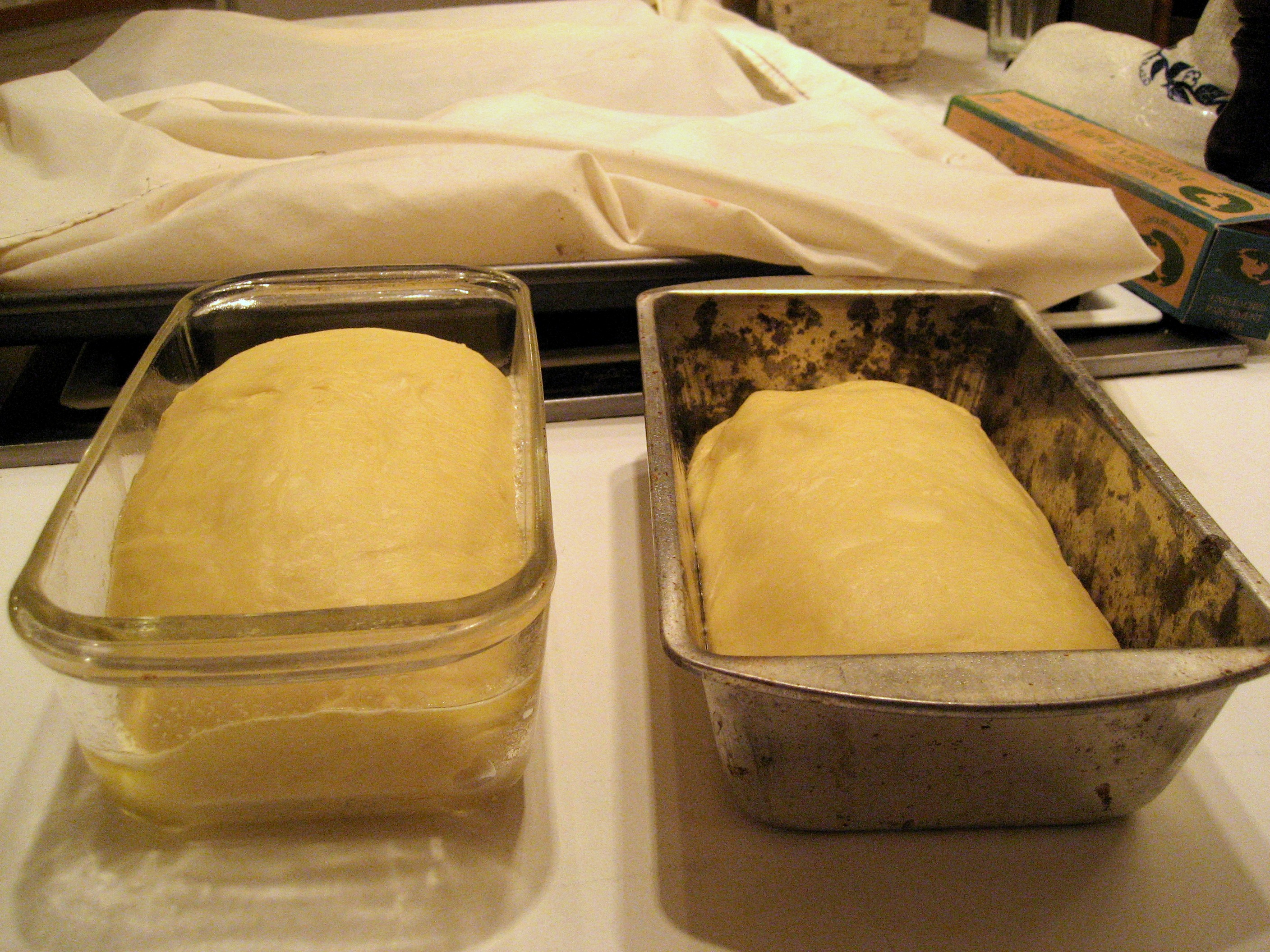
Challah levantando en moldes de pan. Al fondo, pan cubierto con trapo de levantamiento de lino.

El levantamiento, crecida o subida, tal y como se utiliza el término por los panaderos profesionales, es el paso final de crecimiento de la masa antes de hornear, y se refiere a un período de descanso específico dentro del proceso más generalizado conocido como fermentación. La fermentación es un paso en la creación de panes de levadura y productos de panadería donde se permite que la levadura fermente la masa. 
Los Períodos de descanso de fermentación no se nombran a menudo explícitamente, y normalmente aparecen en las recetas como "dejar que la masa suba." 
Levadura de crecimiento puede referirse al proceso de disolución de la primera levadura en agua caliente, una etapa de hidratación necesaria cuando se utiliza levadura seca activa.  En una variante de la técnica de esponja y masa madre conocida como poolish, el levantamiento de la levadura es la etapa del proceso antes de alimentar a la levadura con cualquier carbohidrato. El levantamiento, tal y como se utiliza en algunos libros de cocina destinados al uso en el hogar, puede referirse a probar la viabilidad de la levadura alimentándola con carbohidratos.

## Utensilios

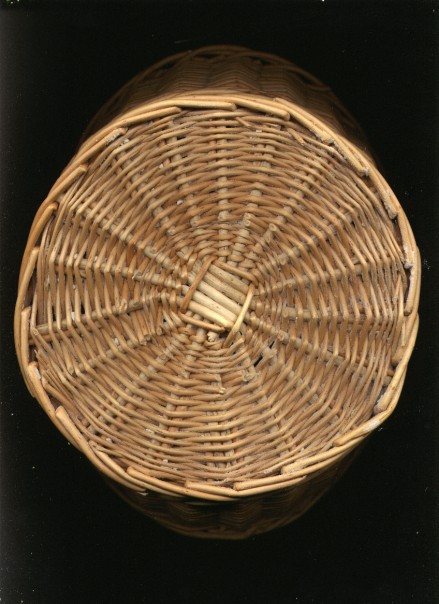
Banetón, visto desde abajo

- Banetón, que es un tipo de cesta utilizada para proporcionar estructura para los panes de masa madre durante el levantamiento. Las cestas de levantamiento son diferentes de los moldes de pan porque el pan generalmente se quita de las cestas antes de hornear.  Convencionalmente, estas cestas están hechas de mimbre, pero las modernas están hechas de silicona o plástico. Un banetón llevará frecuentemente arriba un trapo de lino, para prevenir que la masa se pegue a ambos lados de la cesta, aunque algunos no lo llevan. Estas cestas se utilizan tanto para proporcionar al pan forma y para absorber humedad de la corteza. Las cestas banetón también se conocen como brotaformas o cestas de levantamiento o brotaformas. Alternativamente, se puede utilizar un cuché o trapo de subida en el que se ponga la masa para su levantamiento, o bien se puede utilizar para cubrir la masa. Los cuchés se hacen generalmente de una tela 100% de lino, algodón u otro material grueso para que no se pegue la masa y así no haga falta lavarlo, así como para permitir que la levadura y la harina se junten en ellos, ayudando al proceso de levantamiento. Se utiliza el banetón para los panes redondos, denominados bulés, y el cuché se emplea típicamente para panes más largos, como las baguetes.